# عملة الدولار الأمريكي
عملة الدولار الأمريكي (بالإنجليزية: USD Coin) ورمزها (USDC) هي عملة معماة مستقرة مرتبطة بالدولار الأمريكي، تم الإعلان عن عملة الدولار الأمريكي لأول مرة في 15 مايو 2018 بواسطة شركة سيركل، وتم إطلاقه في سبتمبر من عام 2018.
تتم إدارة العملة من قبل اتحاد يُيطلق عليه المركز، أسسته شركة سيركل ويضم أعضاء من تبادل العملات المشفرة، منصة كوينباس، وشركة تعدين البيتكوين تدعى بت ماين، يتم إصدار عملة الدولار الأمريكي من قبل كيان خاص، ويجب عدم الخلط بينه وبين العملة الرقمية للبنك المركزي (CBDC).
يتم تحويل الدولار الأمريكي إلى عملة دولار أمريكي بثلاث خطوات:
1. يرسل المستخدم دولارات أمريكية إلى الحساب المصرفي لجهة إصدار العملة.
2. يستخدم المُصدر عقدًا ذكيًا لعملة الدولار الأمريكي لإنشاء مبلغ معادل من عملة الدولار الأمريكي.
3. يتم إرسال عملات الدولار الأمريكي التي تم سكها حديثًا إلى المستخدم ويتم الاحتفاظ بالدولار الأمريكي البديل في احتياطي.

أعلنت شركة فيزا في 29 مارس 2021 أنها ستسمح باستخدام عملة الدولار الأمريكي لتسوية المعاملات على شبكة الدفع الخاصة بها. وأعلنت شركة سيركل في يوليو 2022 أن هناك 55 مليار دولار أمريكي في التداول.